# It's On Again
It's On Again è un brano musicale della cantante statunitense Alicia Keys interpretato in collaborazione con il rapper statunitense Kendrick Lamar. La canzone è stata pubblicata nel 2014 come singolo estratto dalla colonna sonora del film The Amazing Spider-Man 2 - Il potere di Electro.

## Descrizione
Il brano è stato scritto dagli stessi interpreti Keys e Lamar insieme a Pharrell Williams e Hans Zimmer. Williams e Zimmer sono i produttori del brano.

## Accoglienza
Todd Martens del Los Angeles Times ha scritto che il brano «sembra un po' come due canzoni schiacciate in una», una «sottolineata da synth in lenta ascesa che aggiungono peso all'intensità generalmente feroce di Lamar» e l'altra «mantiene Keys relativamente contenuta, come la sua voce si attacca a un ritmo caldo», prising Pharrell e produzione Zimmer.

## Classifiche
| Classifica (2014) | Posizione massima |
| ----------------- | ----------------- |
| Francia           | 62                |
| Germania          | 95                |
| Regno Unito       | 31                |

## Tracce
- Download digitale

1. It's On Again (featuring Kendrick Lamar) – 3:50

## Video musicale
Il video musicale di It's On Again è stato pubblicato il 14 aprile 2014 sul canale YouTube di Keys. Diretto da Rich Lee, il video contiene apparizioni di Alicia Keys, Kendrick Lamar, Pharrell Williams e Hans Zimmer e cameo del film.